# Erigone bifurca
Erigone bifurca là một loài nhện trong họ Linyphiidae.
Loài này thuộc chi Erigone. Erigone bifurca được George Hazelwood Locket miêu tả năm 1982.